# Virginia Slims of Kansas
Il Virginia Slims of Kansas è stato un torneo femminile di tennis giocato dal 1978 al 1990. Si è disputato a Kansas City negli USA dal 1978 al 1983 e a Wichita negli USA dal 1986 al 1990 su campi in cemento indoor nel 1978 e dal 1988 al 1990, sul sintetico indoor dal 1980 al 1982 e ancora dal 1986 al 1987, infine sul cemento all'aperto nel 1983.

## Albo d'oro

### Singolare
| Anno        | Campionessa         | Finalista           | Punteggio     |
| ----------- | ------------------- | ------------------- | ------------- |
| 1978        | Martina Navrátilová | Billie Jean King    | 7–5, 2–6, 6–3 |
| 1979        | Non disputato       | Non disputato       | Non disputato |
| 1980        | Martina Navrátilová | Greer Stevens       | 6–0, 6–2      |
| 1981        | Andrea Jaeger       | Martina Navrátilová | 3–6, 6–3, 7–5 |
| 1982        | Martina Navrátilová | Barbara Potter      | 6–2, 6–2      |
| 1983        | Elizabeth Sayers    | Anne Minter         | 6–3, 6–1      |
| 1984 - 1985 | Non disputato       | Non disputato       | Non disputato |
| 1986        | Wendy White         | Betsy Nagelsen      | 6–1, 6–7, 6–2 |
| 1987        | Barbara Potter      | Larisa Neiland      | 7–6, 7–6      |
| 1988        | Manuela Maleeva     | Sylvia Hanika       | 7–6, 7–5      |
| 1989        | Amy Frazier         | Barbara Potter      | 4–6, 6–4, 6–0 |
| 1990        | Dianne van Rensburg | Nathalie Tauziat    | 2–6, 7–5, 6–2 |

### Doppio
| Anno        | Campionesse                            | Finaliste                        | Punteggio     |
| ----------- | -------------------------------------- | -------------------------------- | ------------- |
| 1978        | Billie Jean King / Martina Navrátilová | Kerry Reid / Wendy Turnbull      | 6–4, 6–4      |
| 1979        | Non disputato                          | Non disputato                    | Non disputato |
| 1980        | Billie Jean King / Martina Navrátilová | Laura DuPont / Pam Shriver       | 6–3, 6–1      |
| 1981        | Barbara Potter / Sharon Walsh          | Rosemary Casals / Wendy Turnbull | 6–2, 7–6      |
| 1982        | Barbara Potter / Sharon Walsh          | Mary Lou Daniels / Anne Smith    | 4–6, 6–2, 6–2 |
| 1983        | Sandy Collins / Elizabeth Sayers       | Chris O'Neil / Brenda Remilton   | 7–5, 7–6      |
| 1984 - 1985 | Non disputato                          | Non disputato                    | Non disputato |
| 1986        | Kathy Jordan / Candy Reynolds          | JoAnne Russell / Anne Smith      | 6–3, 6–7, 6–3 |
| 1987        | Svetlana Černeva / Larisa Neiland      | Barbara Potter / Wendy White     | 6–2, 6–4      |
| 1988        | Natal'ja Bykova / Svetlana Černeva     | Jana Novotná / Catherine Suire   | 6–3, 6–4      |
| 1989        | Manon Bollegraf / Lise Gregory         | Sandy Collins / Leila Meskhi     | 6–2, 7–6      |
| 1990        | Manon Bollegraf / Meredith McGrath     | Mary Lou Daniels / Wendy White   | 6–0, 6–2      |